# Rudolf Hammerschmidt
Rudolf Hammerschmidt (* 19. Juli 1853 in Dortmund; † 14. Mai 1922 in Bonn) war ein deutscher Unternehmer in der Textilindustrie und Kunstsammler.

## Leben
Rudolf Hammerschmidt war das dritte von fünf Kindern aus der Ehe von Bernhard Hammerschmidt und Luise Hammerschmidt geb. Eichelberg. Sein Vater war als Lehrer und Organist tätig und gründete später in Bielefeld eine Leinen-Handlung. Sein Großvater war Besitzer einer Papiermühle und hielt Beteiligungen an mehreren Webereien. Hammerschmidt besuchte zunächst das Ratsgymnasium Bielefeld und trat nach Ende der Schulzeit in das väterliche Unternehmen ein.
Im Jahre 1876 wanderte er nach Russland aus und gründete am Newski-Prospekt in Sankt Petersburg die Manufakturwaren-Großhandlung und Agentur R. B. Hammerschmidt. Im Jahr 1882 heiratete er Minna Elisabeth geb. Röttger, mit der er einen Sohn Wilhelm und eine Tochter Louise Julie bekam. Elisabeth Hammerschmidt war die Tochter des Verlegers und Inhabers der Kaiserlich Russischen Hofbuchhandlung Karl Albrecht Röttger, bei dem Hammerschmidt auch an der Schriftenreihe Russische Revue mitarbeitete.
Von 1894 bis 1908 war Hammerschmidt alleiniger Leiter der Newsky Nähgarn-Manufaktur und der gleichnamigen Baumwoll-Spinnerei, die mit 230.000 Feinspindeln als größte Fabrik für feine Garne in Europa galt. Weiterhin hielt er Beteiligungen an der Zeche Saturn in Sosnowitz in Oberschlesien und an der Narva Flachsmanufaktur in Reval in Estland.
Im Jahr 1898 beschloss die Familie, nach Deutschland zurückzukehren. Hammerschmidt vereinbarte noch im gleichen Jahr mit dem Zuckerfabrikanten Leopold Koenig eine Option auf dessen zum Verkauf stehendes Anwesen in Bonn. Nachdem das Anwesen Ende 1899 für 700.000 Mark den Besitzer gewechselt hatte und einige bauliche Veränderungen vorgenommen worden waren, bezog im Mai 1900 Elisabeth Hammerschmidt mit den gemeinsamen Kindern die Villa.
Als Hammerschmidt im Frühjahr 1901 folgte, brachte er zahlreiche in Russland und Deutschland ersteigerte Kunstschätze mit, die in den Folgejahren erheblich vermehrt wurden. Neben der Villa in Bonn, die fortan Villa Hammerschmidt genannt wurde und 1950 von der Bundesrepublik Deutschland als Sitz des Bundespräsidenten gekauft wurde, schenkte er seinen Eltern die Villa Hammerschmidt in Bielefeld. Außerdem erwarb er 1904 Gut Depenau bei Stolpe in Holstein mit 4000 Morgen Ackerland und Forst, Meierei und großem Viehbestand.
Auf Vorschlag des Deutschen Botschafters in St. Petersburg wurde Hammerschmidt 1910 zum Geheimen Kommerzienrat ernannt. Im Jahr 1913 besaß er ein geschätztes Vermögen von 20 Millionen Mark, sein jährliches Einkommen lag bei 900.000 Mark. Große Teile seines Vermögens zog er 1913 aus Russland ab und erwarb eine Teilhaberschaft am Düsseldorfer Bankhaus B. Simons & Co., den Rest verlor er durch die Russische Revolution.